# 宮坂さん
宮坂さん（みやさかさん）とは、TBSラジオの制作で全国ネットされていた『小沢昭一の小沢昭一的こころ』の、モノローグに登場する架空の主人公。2010年12月6日放送分で社内で英語を公用語とした際に名前で呼ぶという方法を導入したことにより、宮坂さんが上司や部下に「マサヨシ」とよばれていることが判明した。

## 概説
筋書き（脚本）の宮腰太郎と、番組プロデューサーの坂本勝正から1文字ずつ取り、その名を、「宮坂さん」と命名した。主人公の名前が「宮坂」で固定されている訳ではないが、「宮坂」が大半を占める。
小沢昭一の知人という設定で、小沢も「私の知人の宮坂さんが…」と口にする場合があるが、「今週のお題」（テーマ）が下ネタの時など、実際には小沢の分身扱いされている。
登場から長らく、『昭和ヒトケタ』の働き盛り、かつ悲哀漂う恐妻家のサラリーマンという設定が多かったが、小沢が年輪を重ねるに従い、「宮坂お父さん」「宮坂薬局店長の宮坂さん」等、第一線から退いた事をうかがわせる表現が用いられるようになっている。
山形出身である。
唯一の趣味は登山である。
テーマによって設定が変わる事があり、
「オタク」がテーマの時は中古カメラオタクで青木と言う鉄道オタクの部下がいる。また、息子はタクヤと言う名前でアニメオタクと言う設定があった。

## その他の登場人物
- 夫人（宮坂お母さん。三人称は「奥方」）
  - これまで特に名前で呼ばれることはなかったが、2010年5月19日放送分で夫の宮坂さんに「アリコ」とよばれ、 ナレーションで「有子」（ユウコ）という名前であることが明かされた[4]。
  - 「宮坂薬局店長の宮坂」さんは、婿養子の設定
- 息子（トオル）[5]
- 娘（ナナエ）
- 行きつけのバーのマダムの麗子さん
- 常連客のヒモタロウ（職業は詩人）
- 骨董屋の女将
  - 近所の骨董屋主人の妻。ゴミ出しルールに五月蝿い。近所のゴミ袋を開けて中身を見て分別出来ていないと抗議して罵る為、「ゴミGメン」と渾名されている。ゴミ分別が出来てないと抗議して罵られた為、ある日宮坂夫人がキレてきっちり分別し黙らせた。逆に女将が分別出来ていないと日頃の鬱憤を晴らさんと抗議し罵り喧嘩になり、翌日の新聞に取り上げられる。

その他